# Zapadni Bengal
Zapadni Bengal (bengalski: পশ্চিমবঙ্গ) je indijska savezna država smještena na istoku zemlje.
Zapadni Bengal graniči s Bangladešom na istoku, na sjeveroistoku se nalaze indijske države Assam i Sikkim, te država Butan, a na jugozapadu indijska država Orissa. Na zapadu, Zapadni Bengal graniči s državama Jharkhand i Bihar, a na sjeverozapadu s Nepalom. Glavni grad države je Kalkuta. Država ima 91.347.736 stanovnika i prostire se na 88.752 km2.
Zapadni Bengal je dio ento-ligvističke regije Bengal, koju čini zajedno s prostorom samostalne države Bangladeš (u povijesti poznate kao Istočni Bengal i kao Istočni Pakistan). 